# Release (canção de Pearl Jam)
"Release" é uma canção da banda grunge estadunidense Pearl Jam. A canção é a décima primeira faixa do álbum de estreia da banda, Ten, de 1991. É a única canção do álbum em que todos os membros da banda componhem juntos. Uma versão remixada da canção foi incluída na reedição do álbum Ten em 2009. Aparece no filme Tudo por Justiça lançado no Brasil em 2014.

## Composição e letra
De acordo com Stone Gossard nas notas que aparecem no álbum Lost Dogs, "Release" foi escrita espontaneamente, e que surgiu quando ele tocava uma música qualquer para verificar se sua guitarra já estava afinada.
Uma interpretação popular da canção é que a letra se refere às frases de Vedder falando sobre seu pai biológico, que morreu quando Vedder era muito jovem. Os susurros que são ouvidos no início da canção são da voz de Vedder dizendo: "Oh pai".

## Recepção
Em março de 2009, "Release" foi disponibilizada como download para a série Rock Band como uma faixa mestre, como parte do álbum Ten.

## Performances ao vivo
"Release" foi cantada pela primeira vez ao vivo no dia 22 de outubro de 1990, em Seattle, Washington, no Off Ramp Cafe. Apresentações ao vivo de "Release" podem ser encontradas em vários bootlegs oficiais.
"Release" foi a primeira canção tocada pelo Pearl Jam em seu primeiro show  e desde então se tornou uma das canções favoritas para começar seus shows.

## Créditos
- Eddie Vedder - vocal
- Stone Gossard - guitarra
- Mike McCready - guitarra
- Jeff Ament - baixo
- Dave Krusen - bateria

## Ligações Externas
- Letra no pearljam.com